# Championnat du Danemark de football 2022-2023
Navigation
Édition précédente Édition suivante
| \| Aalborg Aarhus Horsens Brøndby Copenhague Lyngby Midtjylland Nordsjælland Odense Randers Silkeborg Viborg \| Localisation des clubs engagés dans le championnat. |
| Aalborg Aarhus Horsens Brøndby Copenhague Lyngby Midtjylland Nordsjælland Odense Randers Silkeborg Viborg                                                           |

La saison 2022-2023 de Superliga est la cent-dixième édition de la première division danoise. Elle oppose les douze meilleurs clubs du Danemark en une série de vingt-quatrejournées suivie de barrages, servant à déterminer le champion, les clubs qualifiés pour les compétitions européennes ainsi que les équipes reléguées. Lors de cette saison, le FC Copenhague défend son titre face à onze autres équipes dont deux promus de deuxième division.

## Participants
Légende des couleurs
- Qualification pour les barrages de la Ligue des champions 2022-2023
- Deuxième tour de qualification de la Ligue des champions 2022-2023
- Qualification pour les barrages de la Ligue Europa 2022-2023
- Deuxième tour de qualification de la Ligue Europa Conférence 2022-2023
- Promu de deuxième division

| Club            | Présent depuis | Classement 2021-2022 | Stade               | Capacité théorique |
| --------------- | -------------- | -------------------- | ------------------- | ------------------ |
| FC Copenhague   | 1992           | 1                    | Parken              | 38 065             |
| FC Midtjylland  | 2000           | 2                    | MCH Arena           | 11 809             |
| Silkeborg IF    | 2021           | 3                    | JYSK Park           | 10 000             |
| Brøndby IF      | 1982           | 4                    | Brøndby Stadion     | 29 000             |
| Aalborg BK      | 1987           | 5                    | Energi Nord Arena   | 13 797             |
| Randers FC      | 2012           | 6                    | AutoC Park Randers  | 12 000             |
| Viborg FF       | 2021           | 7                    | Energi Viborg Arena | 9 566              |
| OB Odense       | 1999           | 8                    | TRE-FOR Park        | 15 633             |
| FC Nordsjælland | 2002           | 9                    | Farum Park          | 9 900              |
| AGF Aarhus      | 2015           | 10                   | Ceres Park          | 20 032             |
| AC Horsens      | 2016           | 1 (D2)               | Casa Arena          | 10 400             |
| Lyngby BK       | 2019           | 2 (D2)               | Lyngby Stadion      | 10 000             |

## Règlement
Le classement est établi sur le barème de points classique, une victoire valant trois points, un match nul un seul et une défaite aucun. En cas d'égalité de points, les équipes concernées sont d'abord départagées sur la base de la différence de buts générale puis du nombre de buts marqués et enfin du nombre de buts marqués à l'extérieur. Si l'égalité persiste après application de ces critères, les équipes concernées sont départagées soit par tirage au sort si les places disputées n'ont aucune influence particulière, soit par un match d'appui sur terrain neutre si une des places disputées est qualificative pour une compétition européenne, le titre de champion ou la relégation.

## Phase préliminaire

### Classement
| Rang | Équipe          | Pts | J  | G  | N  | P  | Bp | Bc | Diff |
| ---- | --------------- | --- | -- | -- | -- | -- | -- | -- | ---- |
| 1    | FC Nordsjælland | 43  | 22 | 11 | 7  | 3  | 38 | 20 | +18  |
| 2    | FC Copenhague T | 42  | 22 | 13 | 3  | 6  | 45 | 22 | +23  |
| 3    | Viborg FF       | 37  | 22 | 10 | 7  | 5  | 32 | 25 | +7   |
| 4    | AGF Aarhus      | 35  | 22 | 10 | 5  | 7  | 26 | 20 | +6   |
| 5    | Randers FC      | 32  | 22 | 8  | 8  | 6  | 28 | 30 | -2   |
| 6    | Brøndby IF      | 30  | 22 | 8  | 6  | 8  | 33 | 33 | 0    |
| 7    | Silkeborg IF    | 29  | 22 | 8  | 5  | 9  | 34 | 35 | -1   |
| 8    | FC Midtjylland  | 28  | 22 | 6  | 10 | 6  | 32 | 29 | +3   |
| 9    | OB Odense       | 28  | 22 | 7  | 7  | 8  | 27 | 38 | -11  |
| 10   | AC Horsens P    | 23  | 22 | 6  | 5  | 10 | 26 | 37 | -11  |
| 11   | Lyngby BK P     | 16  | 22 | 3  | 7  | 12 | 21 | 36 | -15  |
| 12   | Aalborg BK      | 15  | 22 | 3  | 6  | 13 | 18 | 33 | -15  |

Qualifications
- 1er au 6e : Groupe championnat
- 7e au 12e : Qualification pour les Groupe qualification

Abréviations

### Résultats
| Résultats (▼dom., ►ext.) | AAB | AGF | BRO | COP | HOR | LYN | MID | NOR | ODE | RAN | SIL | VIB |
| Aalborg BK               |     | 0-1 | 2-1 | 1-3 | 0-0 | 1-1 | 0-0 | 0-0 | 1-1 | 0-1 | 1-2 | 1-3 |
| AGF Aarhus               | 3-1 |     | 2-2 | 0-2 | 2-0 | 1-0 | 0-1 | 2-3 | 1-0 | 0-0 | 1-1 | 3-1 |
| Brøndby IF               | 3-2 | 1-0 |     | 1-1 | 5-2 | 3-3 | 0-2 | 1-3 | 2-0 | 2-2 | 2-1 | 0-2 |
| FC Copenhague            | 1-0 | 1-0 | 4-1 |     | 0-1 | 3-0 | 1-1 | 1-1 | 7-0 | 1-3 | 1-0 | 2-1 |
| AC Horsens               | 0-0 | 2-1 | 0-2 | 1-4 |     | 1-0 | 3-3 | 1-0 | 3-3 | 5-1 | 3-2 | 0-3 |
| Lyngby BK                | 0-2 | 0-1 | 1-0 | 0-3 | 1-1 |     | 3-3 | 1-1 | 0-2 | 0-2 | 2-2 | 1-1 |
| FC Midtjylland           | 0-2 | 0-2 | 0-1 | 2-1 | 2-1 | 1-3 |     | 0-0 | 1-2 | 1-1 | 1-3 | 1-1 |
| FC Nordsjælland          | 5-1 | 1-1 | 2-1 | 3-1 | 2-0 | 2-1 | 1-1 |     | 4-2 | 3-1 | 0-2 | 1-0 |
| Odense BK                | 2-1 | 1-2 | 1-1 | 2-1 | 1-0 | 3-1 | 1-5 | 0-2 |     | 0-0 | 1-1 | 1-2 |
| Randers FC               | 1-0 | 1-2 | 2-3 | 0-2 | 1-0 | 1-0 | 0-0 | 0-2 | 2-2 |     | 3-2 | 1-0 |
| Silkeborg IF             | 3-1 | 1-0 | 2-0 | 0-3 | 2-1 | 0-2 | 3-3 | 2-1 | 1-2 | 3-3 |     | 1-2 |
| Viborg FF                | 2-1 | 1-1 | 0-0 | 4-2 | 2-1 | 2-1 | 0-4 | 1-1 | 0-0 | 2-2 | 2-0 |     |

## Deuxième phase

### Groupe championnat
Les points et buts marqués lors de la phase championnat sont retenus en totalité. À l'issue de cette phase, le premier au classement remporte le championnat et se qualifie pour le premier tour de qualification de la Ligue des champions 2023-2024, le deuxième se qualifie pour le deuxième tour de qualification de la Ligue Europa Conférence 2023-2024, le troisième se qualifie pour un match d'appui face au premier du barrage de relégation. Le vainqueur de la Coupe du Danemark se qualifie pour le troisième tour de qualification de la Ligue Europa Conférence 2023-2024.

#### Classement
| Rang | Équipe            | Pts | J  | G  | N  | P  | Bp | Bc | Diff |
| ---- | ----------------- | --- | -- | -- | -- | -- | -- | -- | ---- |
| 1    | FC Copenhague T C | 59  | 32 | 18 | 5  | 9  | 61 | 35 | +26  |
| 2    | FC Nordsjælland   | 55  | 32 | 15 | 10 | 7  | 50 | 35 | +15  |
| 3    | AGF Aarhus        | 51  | 32 | 14 | 9  | 9  | 42 | 31 | +11  |
| 4    | Viborg FF         | 51  | 32 | 14 | 9  | 9  | 44 | 35 | +9   |
| 5    | Brøndby IF        | 44  | 32 | 12 | 8  | 12 | 48 | 52 | -4   |
| 6    | Randers FC        | 41  | 32 | 10 | 11 | 11 | 40 | 47 | -7   |

Qualifications européennes
Ligue des champions 2023-2024
- 1er : deuxième tour de qualification

Ligue Europa Conférence 2023-2024
- 2e : troisième tour de qualification
- 3e : deuxième tour de qualification
- 4e : barrages européens

Abréviations

##### Matchs
| Résultats (▼dom., ►ext.) | AGF | BRO | COP | NOR | RAN | VIB |
| AGF Aarhus               |     | 3-3 | 0-0 | 1-1 | 1-1 | 3-0 |
| Brøndby IF               | 1-0 |     | 1-3 | 5-1 | 0-4 | 0-3 |
| FC Copenhague            | 4-3 | 0-1 |     | 2-1 | 1-1 | 2-1 |
| FC Nordsjælland          | 0-1 | 2-1 | 3-2 |     | 3-1 | 0-0 |
| Randers FC               | 1-3 | 1-3 | 3-1 | 1-1 |     | 0-2 |
| Viborg FF                | 0-1 | 1-1 | 1-2 | 1-0 | 3-1 |     |

### Groupe relégation
Les points et buts marqués lors de la phase championnat sont retenus en totalité. À l'issue de cette phase, les deux derniers sont relégués directement en deuxième division. Le premier dispute un match de barrage pour une qualification en Ligue Europa Conférence 2023-2024.

#### Classement
| Rang | Équipe         | Pts | J  | G  | N  | P  | Bp | Bc | Diff |
| ---- | -------------- | --- | -- | -- | -- | -- | -- | -- | ---- |
| 7    | FC Midtjylland | 51  | 32 | 13 | 12 | 7  | 55 | 39 | +16  |
| 8    | OB Odense      | 46  | 32 | 12 | 10 | 10 | 47 | 53 | -6   |
| 9    | Silkeborg IF   | 41  | 32 | 11 | 8  | 13 | 44 | 49 | -5   |
| 10   | Lyngby BK P    | 28  | 32 | 6  | 10 | 16 | 30 | 49 | -19  |
| 11   | AC Horsens P   | 28  | 32 | 7  | 7  | 17 | 33 | 58 | -25  |
| 12   | Aalborg BK     | 27  | 32 | 6  | 9  | 17 | 33 | 44 | -11  |

Qualifications européennes
- 7e : barrages européens

Relégation en deuxième division
- 11e et 12e : relégation

Abréviations

#### Matchs
| Résultats (▼dom., ►ext.) | AAB | HOR | LYN | MID | ODE | SIL |
| Aalborg BK               |     | 4-0 | 1-0 | 0-2 | 2-3 | 0-1 |
| AC Horsens               | 0-4 |     | 0-0 | 0-2 | 2-2 | 0-1 |
| Lyngby BK                | 2-1 | 2-1 |     | 2-1 | 0-4 | 1-1 |
| FC Midtjylland           | 1-1 | 3-1 | 1-0 |     | 4-2 | 3-0 |
| OB Odense                | 0-0 | 2-1 | 2-2 | 1-3 |     | 2-0 |
| Silkeborg IF             | 2-2 | 1-2 | 1-0 | 3-3 | 0-1 |     |

### Barrage européen
Le barrage oppose le troisième des barrages de championnat au premier des barrages de relégation. Le vainqueur se qualifie pour le deuxième tour de qualification de la Ligue Europa Conférence 2023-2024.
| Club      | Score | Club           |
| --------- | ----- | -------------- |
| Viborg FF | 0 - 1 | FC Midtjylland |

Légende des couleurs
- Qualification pour le deuxième tour de qualification de la Ligue Europa Conférence 2023-2024.

### Meilleurs buteurs
| Rang | Joueur              | Club                      | Buts |
| ---- | ------------------- | ------------------------- | ---- |
| 1    | Gustav Isaksen      | FC Midtjylland            | 18   |
| 2    | Patrick Mortensen   | AGF Aarhus                | 16   |
| 3    | Ohi Omoijuanfo      | Brøndby IF                | 13   |
| 4    | Viktor Claesson     | FC Copenhague             | 12   |
| 4    | Ernest Nuamah       | FC Nordsjælland           | 12   |
| 5    | Andreas Schjelderup | FC Nordsjælland           | 10   |
| 5    | Tonni Adamsen       | Silkeborg IF              | 10   |
| 6    | Jay-Roy Grot        | Viborg FF                 | 9    |
| 7    | Emmanuel Sabbi      | Odense BK                 | 8    |
| 7    | Anders Dreyer       | FC Midtjylland            | 8    |
| 7    | Bashkim Kadrii      | Odense BK                 | 8    |
| 7    | Mads Frøkjær-Jensen | Odense BK                 | 8    |
| 7    | Allan Sousa         | Aalborg BK                | 8    |
| 7    | Mohamed Daramy      | FC Copenhague             | 8    |
| 7    | Nicolai Vallys      | Silkeborg IF / Brøndby IF | 8    |

Mise à jour au 20 juin 2023

### Meilleurs passeurs
| Rang | Joueur            | Club                      | Passes décisives |
| ---- | ----------------- | ------------------------- | ---------------- |
| 1    | Nicolai Vallys    | Silkeborg IF / Brøndby IF | 9                |
| 2    | Kristoffer Olsson | FC Midtjylland            | 7                |
| 2    | Aral Şimşir       | FC Midtjylland            | 7                |
| 2    | Elias Achouri     | Viborg FF                 | 7                |
| 3    | Brian Hamalainen  | Lyngby BK                 | 6                |
| 3    | Allan Sousa       | Aalborg BK                | 6                |
| 3    | Jacob Christensen | FC Nordsjælland           | 6                |
| 3    | Daniel Wass       | Brøndby IF                | 6                |
| 4    | Kasper Kusk       | Silkeborg IF              | 5                |
| 4    | Lucas Andersen    | Aalborg BK                | 5                |
| 4    | Louka Prip        | Aalborg BK                | 5                |
| 4    | Elias Jelert      | FC Copenhague             | 5                |
| 4    | Gustav Isaksen    | FC Midtjylland            | 5                |
| 4    | Anton Gaaei       | Viborg FF                 | 5                |
| 4    | Emmanuel Sabbi    | Odense BK                 | 5                |

Mise à jour au 20 juin 2023

### Récompenses mensuelles
| Mois      | Joueur du mois         | Joueur du mois | Jeune joueur du mois   | Jeune joueur du mois |
| Mois      | Joueur                 | Club           | Joueur                 | Club                 |
| --------- | ---------------------- | -------------- | ---------------------- | -------------------- |
| Juillet   | Nicklas Helenius       | Silkeborg IF   | Adamo Nagalo           | FC Nordsjælland      |
| Août      | Patrik Carlgren        | Randers FC     | Andreas Schjelderup    | FC Nordsjælland      |
| Septembre | Issam Jebali           | Odense BK      | Ernest Nuamah          | FC Nordsjælland      |
| Octobre   | Jay-Roy Grot           | Viborg FF      | Andreas Schjelderup    | FC Nordsjælland      |
| Novembre  |                        |                |                        |                      |
| Février   | Nicolai Vallys         | Brøndby IF     | Mohamed Daramy         | FC Copenhague        |
| Mars      | Hákon Arnar Haraldsson | FC Copenhague  | Hákon Arnar Haraldsson | FC Copenhague        |
| Avril     | Elias Achouri          | Viborg FF      | Anton Gaaei            | Viborg FF            |
| Mai       | Gustav Isaksen         | FC Midtjylland | Mathias Kvistgaarden   | Brøndby IF           |